# برادران تنی (فیلم ۱۹۷۳)
برادران تنی (انگلیسی: Blood Brothers) یک فیلم به کارگردانی چانگ چه است که در سال ۱۹۷۳ منتشر شد. از بازیگران آن می‌توان به دیوید چیانگ و تی لونگ اشاره کرد.